# Lac Buffalo Pound
Le lac Buffalo Pound est lac peu profond eutrophique formé lors de la glaciation il y a environ 10 000 ans situé le long de la rivière Qu'Appelle à environ 28 km au nord de Moose Jaw en Saskatchewan au Canada. Le lac doit son nom à la méthode utilisée par les Premières Nations pour capturer le bison qui utilise la topographie naturelle en tant que buffalo pound (en). Le lac fournit l'eau potable aux villes de Regina et Moose Jaw, c'est-à-dire environ 25 % de la population de la province.

## Toponymie
Jusqu'à la disparition des bisons en 1870, les Cris chassent l'animal dans la vallée du lac en le rabattant en direction d'une souricière. Cette technique de chasse vaut au lac le nom de Buffalo Pound.

## Situation

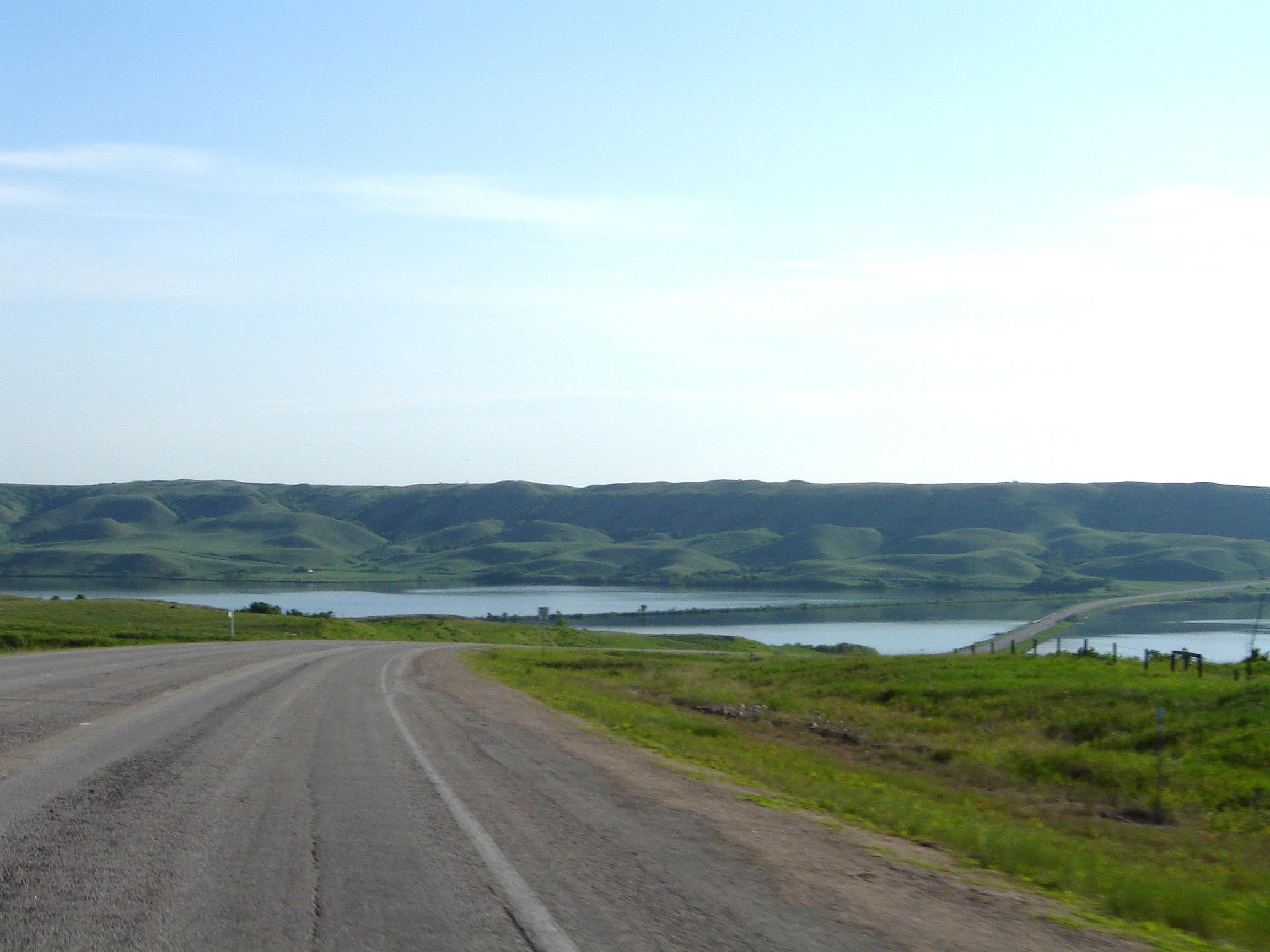
La route provinciale 2 à sa traversée du lac Buffalo Pound

Le lac Buffalo Pound se situe au centre-sud de la province canadienne de Saskatchewan, à 60 km à l'ouest de Régina et 20 km au nord de Moose Jaw. Il est le second des lacs qui se succèdent sur le cours historique de la rivière Qu'Appelle le lac Eyebrow en amont et le lac Pasqua en aval. Il est orienté nord-ouest à sud-est. L'accès se fait à partir des routes provinciales 2, 301 et 202. La première relie Moose Jaw à Chamberlain en traversant le nord du lac Les secondes facilitent l'accès par le sud depuis Régina,.
Le lac sert de limite à deux municipalités rurales : au nord-est celle de Dufferin n° 190 et au sud-ouest celle de Marquis n° 191 et dans une moindre mesure aux municipalités rurales de Craik n° 222 et Moose Jaw n°161 respectivement aux extrémités nord-ouest et sud-est du lac. À ces municipalités rurales s'ajoutent plusieurs stations balnéaires généralement constituées en hameau ou en municipalités de type resort village. Ce sont sur la rive nord-est  North Shore Estates et North Grove qui font face sur la rive opposée à Sand Point Beach et South Lake auxquels succèdent vers le sud Sun Valley et Parkview.

## Hydrographie

### Bassin hydrographique
Le bassin versant du lac est constitué historiquement par le bassin de la rivière Qu'appelle situé en amont du lac soit 3 340 km2, mais dont seulement 1 300 km² sont considérés comme effectifs. La pluviométrie est faible avec seulement 382 mm de précipitations annuelles. Le bassin s'étend sur un plateau dont les altitudes oscillent entre 560 à 580 m en bordure de la vallée jusqu'à 640 m sur les points les plus hauts. Le fond de la vallée, peu marquée en amont, est à 560 m d'altitude contre 509 m à l'aval sur le lac. Le relief de la vallée y est marqué avec des coteaux qui culminent à 580 m,.
Depuis les années 1950, une partie de l'eau de la Saskatchewan-Sud est déviée vers la haute Qu'Appelle. Cette diversion d'abord réalisée par pompage se fait depuis 1967 par gravité grâce à l'érection des barrages de la rivière Qu'Appelle et de Gardiner qui retiennent le lac Diefenbaker à 555 m d'altitude. Le canal de la Haute Qu'Appelle fait la jonction entre le barrage et la rivière Qu'Appelle historique. Les débits supplémentaires apportés par le canal varient entre 1,4 et 5,9 m3 selon les années. Le lac Buffalo Pound bénéficie ainsi d'apports en eau issues des montagnes Rocheuses.
De plus lorsque le débit de la rivière de Moose Jaw qui conflue avec la Qu'Appelle en aval du lac excède 50 à 60 m3/s, on observe un reflux des eaux dans le lac. Ce phénomène survient moins d'une année sur cinq mais est rarement significatif.

### Morphologie
Le lac forme une langue étroite, orientée nord-ouest à sud-est, occupant le fond de la vallée de la Qu'Appelle à 509 m d'altitude. Il s'étend sur 30 km de long pour une largeur dépassant rarement 900 m avec une surface estimée à 29,5 km². Sa profondeur moyenne, faible, atteint 3,8 m pour 6 m de profondeur maximale. Le volume est estimé à 89,8 millions de m3. La digue routière de la route provinciale 2, interrompue par un pont de 53 m, sépare le lac en deux bassins d'étendues inégales. Une ancienne digue routière située légèrement au nord de la première délimite un petit bassin intermédiaire,,.
Le niveau actuel du lac est rehaussé par rapport à son niveau naturel. Dès la fin des années 1920, on envisage d'augmenter la capacité du lac grâce à une digue au niveau de son exutoire. Il faut attendre 1939 pour que le projet voit le jour sous l'égide de la Prairie Farm Rehabilitation Administration (PFRA). Le niveau de remplissage maximum du lac passe alors à 508 m. Plus tard la PFRA reconstruit le digue portant le niveau de remplissage à 509,3 m,.